# Niall dos Nove Reféns
Niall Noígíallach (pronúncia em gaélico irlandês /niː'əl noɪ'jiːəlax/; em Irlandês antigo, 'Niall detentor de nove reféns'), filho de Eochaid Mugmedón, era um rei irlandês, ancestral da família Uí Néill, que dominou a Irlanda do século VI ao século X. A ascensão das dinastias Uí Neill e suas conquistas no Ulster e Leinster não são registradas de forma confiável e têm sido objeto de estudo e tentativas de reconstrução histórica.
Apesar de ser presumidamente uma pessoa histórica, muito pouco pode ser dito com confiança de sua vida. As fontes para a vida de Niall são genealogias de reis históricos, o "Roll of Kings" do Lebor Gabála Érenn, anais irlandeses, como os "Anais dos Quatro Mestres", narrações como o de Geoffrey Keating Foras Feasa ar Éirinn e contos lendários como "a Aventura dos Filhos de Eochaid Mugmedon" e "A morte de Niall dos Nove Reféns". Estas fontes datam de muito tempo após a era de Niall e seu valor como história é limitado.
Niall é colocado na lista tradicional de Grandes Reis da Irlanda. Seu reinado é datado do final do século IV e início do século V. Os "Anais dos Quatro Mestres" datam a sua ascensão em 378 e a morte em 405. A cronologia de Keating Foras Feasa ar Éirinn amplamente aceita, data seu reinado entre 368 e 395, e associa suas incursões na Grã-Bretanha com o sequestro de São Patrício. No entanto, a lista tradicional de reis e sua cronologia é agora reconhecida como artificial. A alta realeza não era uma realidade até o século IX, e o status lendário de Niall foi inflado em linha com a importância política da dinastia que fundou. Com base em genealogias Uí Neill e as datas indicadas por seus supostos filhos e netos, os historiadores modernos acreditam que é provável que tenha vivido cerca de 50 anos mais tarde do que as datas tradicionais, morrendo em cerca de 450.

## Biografia lendária

### Primeiros anos
Um relato lendário do nascimento de Niall e início da vida é dada na saga do século XI Echtra mac nEchach Muimedóin ("A aventura dos filhos de Eochaid Mugmedón"). Nele, Eochaid Mugmedón, o Grande Rei da Irlanda, tem cinco filhos, dos quais quatro, Brion, Aillil, Fiachrae e Fergus, com sua primeira esposa Mongfind, irmã do rei de Munster, Crimthann mac Fidaig, e um quinto, Niall, com sua segunda esposa Cairenn Chasdub, filha de Sachell Balb, rei dos saxões. Enquanto Cairenn está grávida de Niall, a inveja de Mongfind a obriga a fazer o trabalho pesado, na esperança de fazê-la abortar. Ela dá à luz enquanto ela está tirando água, mas por medo de Mongfind, ela deixa a criança no chão, expostos às aves. O bebê é resgatado e criado por um poeta chamado Torna. Quando Niall cresce ele retorna para Tara e resgata a mãe de seu trabalho.
Embora seja anacrônico para a mãe de Niall ter sido uma saxã, O'Rahilly argumenta que o nome Cairenn é derivado do nome latino Carina, e que é plausível que ela poderia ter sido uma Romano-Britânica. Keating a descreve não como uma saxã, mas como a "filha do rei da Grã-Bretanha". Mongfind parece ter sido um personagem sobrenatural: a saga "A Morte de Crimthann mac Fidaig", diz que o festival de Samhain era comumente chamado de "Festival de Mongfind " e as orações eram oferecidas a ela na véspera de Samhain.

### Ascensão
Vendo a popularidade do Niall entre os nobres, Mongfind exige que Eochaid nomeie um sucessor, esperando que seja um de seus filhos. Eochaid dá a tarefa a um druida, Sithchenn, que inventa uma competição entre os irmãos, fechando-os em uma forja ardente, dizendo-lhes para salvar o que podem, e julgá-los com base no qual os objetos que eles escolhem para salvar. Niall, que emerge transportando uma bigorna, é considerado maior do que Brion, com uma marreta, Fiachrae com fole e um balde de cerveja, Aillil com um baú de armas, e Fergus com um feixe de lenha. Mongfind recusa-se a aceitar a decisão.
Sithchenn leva os irmãos para o ferreiro, que lhes faz as armas, e os envia para caçar. Cada irmão por sua vez, vai à procura de água, e encontra um poço protegido por uma bruxa horrenda que exige um beijo em troca de água. Fergus e Aillil recusam e voltam de mãos vazias. Fiachrae dá-lhe um beijo rápido, mas não o suficiente para satisfazê-la. Só Niall beija corretamente, e ela se revela como uma bela donzela, a soberania da Irlanda. Ela concede Niall não apenas água, mas o nome dela, Alexi, e a realeza por muitas gerações - vinte e seis de seus descendentes serão Altos Reis da Irlanda. A Fiachrae é concedida uma linhagem real menor - dois de seus descendentes, Nath Í e Aillil Molt, serão Altos Reis.
Este motivo de "repugnante senhora" aparece no mito e folclore em todo o mundo. Variações dessa história são contadas do início do grande rei irlandês Lugaid Loígde, na lenda do rei Artur - uma das versões mais famosas aparece tanto de Geoffrey Chaucer "O conto do banho da esposa" e relacionado no romance de Gawain, O casamento de Sir Gawain e Dame Ragnell - e em inglês médio no poema de John Gower Confessio Amantis.
Em outra história, a sucessão não é resolvida quando Eochaid morre, e o irmão de Mongfind, Crimthann, toma a alta realeza. Mas enquanto ele está fora em uma excursão pelas suas terras na Escócia, os filhos de Mongfind tomam a Irlanda. Crimthann retorna para a Irlanda com a intenção de travar combate. Mongfind, pretendendo fazer a paz entre seu irmão e seus filhos, faz uma festa, na qual ela serve a Crimthann uma bebida envenenada. Crimthann se recusa a bebê-la, a menos que ela o faça também, assim bebem e ambos morrem. Niall sucede à alta realeza, e Brión se torna seu segundo em comando. Outra versão tem Mongfind tentando envenenar Niall, mas ela envenena-se por engano.
Enquanto Niall é alto rei, seus irmãos se estabelecem como reis locais. Brión governa a província de Connacht, mas Fiachrae faz guerra contra ele. Brión derrota Fiachrae e o entrega como prisioneiro para Niall, mas o filho de Fiachrae, Nath Í, continua a guerra e mata Brión. Niall libera Fiachrae, que se torna rei de Connacht e braço direito de Niall. Fiachrae e Aillil então fazer a guerra contra o filho de Crimthann, Eochaid, rei de Munster. Eles derrotam-no e ganham grandes despojos, mas Fiachrae é ferido na batalha e morre de seus ferimentos pouco depois. Os guerreiros de Munster reavivam a batalha, capturam Aillil e cortam-no em pedaços, e a guerra continua entre Munster e Connacht por muitos anos.

### Morte
O Lebor Gabála Érenn diz que havia guerra entre Niall e Énnae Cennsalach, rei de Leinster, sobre o bórama ou o primeiro tributo sobre o gado imposto em Leinster por Tuathal Techtmar. O filho de Énnae, Eochaid, é apontado como o assassino de Niall em todas as fontes, embora as circunstâncias variem. Todas as fontes concordam que ele morreu fora da Irlanda. A primeira versão do Lebor Gabála diz que Eochaid o matou no Canal Inglês, versões posteriores acrescentam que Niall estava invadindo a Bretanha quando isso aconteceu. Keating, citando uma Vida latina de São Patrício, diz que Niall atacava a Britannia Romana, e em uma dessas incursões Patrício e suas irmãs foram sequestrados. Keating associa esses ataques com os mencionados por Gildas e Beda, e deduz que, uma vez que algumas fontes irlandesas dizem que Patrício foi sequestrado da Bretanha, que os ataques de Niall deve ter estendido à Europa continental também.
Na saga "A morte de Niall dos Nove Reféns", a inimizade de Eochaid com Niall começa quando a ele é recusado hospitalidade pelo poeta de Niall, Laidcenn mac Bairchid. Ele faz guerra e destrói o reduto do poeta, matando seu filho Leat (Keating conta que Laidcenn era um druida, e que Eochaid matou seu filho depois que ele usou linguagem difamatória em relação a ele). Laidcenn responde satirizando Leinster já que nenhum grão, grama ou folhas crescem lá por um ano. Então Niall faz guerra contra Leinster, e a paz é celebrada sob a condição de que Eochaid seja entregue. Niall acorrenta Eochaid a uma pedra permanente, e envia nove guerreiros de executá-lo, mas Eochaid quebra a corrente e mata todos os nove. Ele, então, mata Laidcenn ao atirar uma pedra que acerta a sua testa. Niall exila-o para a Escócia. A história então se torna confusa. Niall faz guerra na Europa, nos Alpes, e os romanos enviam um embaixador para conversar com ele. Abruptamente, o conto então tem Niall aparecendo ante um conjunto de bardos pictos na Escócia, onde ele é morto por uma flecha por Eochaid do outro lado do vale. Keating tem Eochaid atirando em Niall da margem oposta do rio Loire, durante sua campanha europeia. Seus homens carregam seu corpo para casa, lutando sete batalhas no caminho, e seu pai adotivo Torna morre de tristeza. Seu corpo é dito ter sido enterrado em Ochann, agora conhecido como Faughan Hill em Jordanstown, a poucos quilômetros a oeste de Navan, no Condado de Meath. Ele é sucedido por seu sobrinho Nath Í.
Byrne sugere que a morte de Niall ocorreu durante um ataque à Britannia Romana. A tradição irlandesa tinha esquecido que os romanos, uma vez governaram a Grã-Bretanha, e mudou seus confrontos lembrados com o Império para a Europa continental, com Alba, o nome antigo para a Grã-Bretanha, sendo confundidos com Elpa, os Alpes, ou ser entendido com o significado depois da Escócia. Um poema do poeta do século XI Cináed Ua Hartacáin no Livro de Leinster credita a Niall com sete ataques a Grã-Bretanha, no último dos quais ele foi morto por Eochaid "acima das ondas do Mar Ictio"; um poema atribuído ao mesmo poeta em Lebor na hUidre lhe atribui ir para os Alpes sete vezes.

### Família e descendência
Keating atribui Niall com duas esposas: Inne, filha de Lugaid, que ele um filho, Fiachu; e Rignach, que lhe deu sete filhos, Lóegaire, Éndae, Maine, Eógan, Conall Gulban, Conall Cremthainne e Coirpre. Estes filhos são os ancestrais epônimos das várias dinastias Uí Neill: Eogan do Cenél nEógain e Conall Gulban do Cenél Conaill, tornando-se o norte Uí Néill; Fiachu da dinastia Cenél Fiachach, Lóegaire (o rei que são Patrício é dito ter convertido) do Cenél Lóegaire, Maine do Uí Maine, Eogan do Cenél nEógain, Conall Cremthainne do Clann Cholmáin e a Síl nÁedo Sláine e Coirpre do Cenél Coirpri, tornando-se o sul Uí Néill. Descendentes famosos de Niall incluem São Columba, São Máel Ruba, os Reis de Ailech, os Reis de Tir Eogain, e os reis da Tír Conaill.
Em janeiro de 2006, os geneticistas no Trinity College de Dublin sugeriram que Niall pode ter sido o homem mais fecundo na história da Irlanda. Os resultados do estudo mostraram que, dentro do noroeste da Irlanda foram concluídas que 21% dos homens (8% na população masculina em geral) pode ter uma linha masculina ancestral comum que viveu cerca de 1.700 anos atrás. Os geneticistas estimam que há cerca de 2-3 milhões de homens vivos hoje que descem na linha masculina de Niall.  O haplótipo agora é mais comumente referido como variedade Northwest Irish/Lowland Scots. No entanto, mais recentemente, algumas reservas foram expressas, como o subclado, que é definido pela presença do marcador P-M222 e é encontrado em uma parte da Irlanda do Norte e no sul da Escócia e já não está exclusivamente associada com os Uí Néill. Em vez disso, o emergente R-M222 é atribuído agora preceder dos Connachta em geral, já que tanto o chefe O'Doherty e O'Conor Don (que afirmam o mais recente ancestral comum em patrilinear é Eochaid Mugmedon) pertencem a este haplogrupo. Assim, pelo menos alguns membros do R-M222 não são nem descendentes dos Uí Néill nem dos Connachta .

### Origens do epíteto
Existem várias versões de como Niall ganhou seu epíteto Noígíallach. A saga "A morte de Niall dos Nove Reféns" diz que ele recebeu cinco reféns das cinco províncias da Irlanda (Ulster, Connacht, Leinster, Munster e Meath), e um da Escócia, um dos saxões, um dos britânicos e um dos francos. Keating diz que ele recebeu cinco de cinco províncias da Irlanda, e quatro da Escócia. O'Rahilly sugere que os nove reféns eram do reino de Airgialla (literalmente "reféns-doadores"), um estado satélite fundado pelas conquistas do Ui Neill em Ulster, observando que o antigo texto legal irlandês Lebor na gCeart ("The Book of Rights"), diz que o único dever de Airgialla ao rei da Irlanda foi dar-lhe nove reféns.